# Sous l'aile des anges
Pour plus de détails, voir Fiche technique et Distribution.
Sous l'aile des anges (The Better Angels) est un film dramatique biographique américain réalisé par A. J. Edwards, sorti en 2014.

## Synopsis
L'enfance d'Abraham Lincoln, ponctuée par de nombreuses épreuves et drames, qui va se fortifier et arriver à maturité pour devenir l'homme qu'il fut. 

## Fiche technique
- Titre original : The Better Angels
- Titre français : Sous l'aile des anges
- Réalisation : A. J. Edwards
- Scénario : A. J. Edwards
- Musique : Hanan Townshend (en)

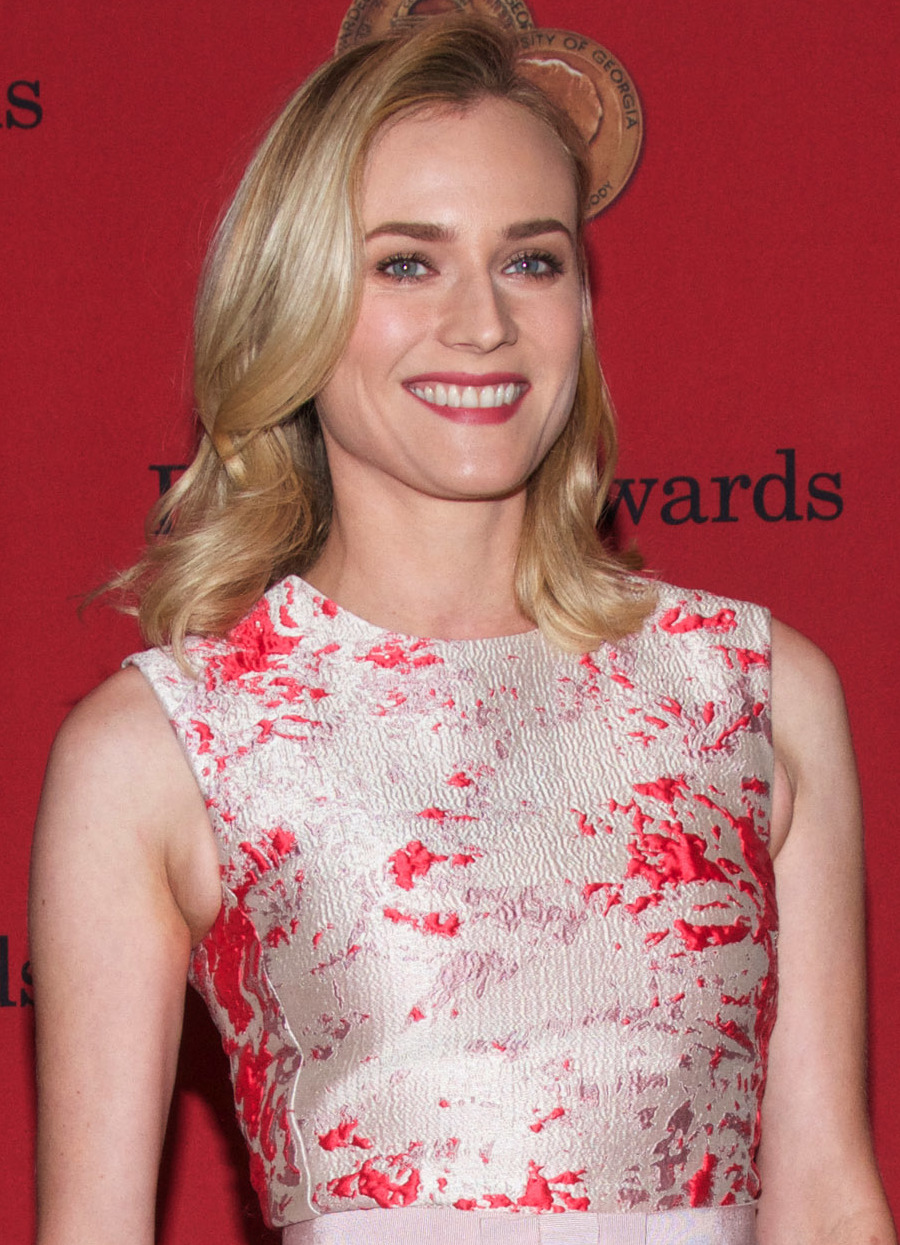
L'actrice principale Diane Kruger, l'année de sortie du film.

- Production : Terrence Malick, Nicolas Gonda, Jake DeVito, Charley Beil
- Société de production : Brothers K Productions
- Sociétés de distribution : Amplify (États-Unis), E.D. Distribution (France)
- Pays de production :  États-Unis
- Format : noir et blanc
- Genre : drame, biographique, historique
- Durée : 95 minutes
- Dates de sortie : 
  - États-Unis : 18 janvier 2014 (Festival du film de Sundance)
  - France : 9 septembre 2014 (Festival du cinéma américain de Deauville), 13 avril 2022 (en salles)

## Distribution
- Diane Kruger : Sarah Lincoln
- Jason Clarke : Thomas Lincoln
- Brit Marling : Nancy Lincoln
- Wes Bentley : Mr. Crawford
- Braydon Denney : Abe (Abraham Lincoln jeune)
- Cameron Mitchell Williams : Dennis Hanks
- Veanne Cox : tante Elizabeth

## Distinctions
- Festival de Sundance 2014 : en compétition
- Festival du film américain de Deauville 2014 : en compétition